# 5922 Shouichi
Az 5922 Shouichi (ideiglenes jelöléssel 1992 UV) a Naprendszer kisbolygóövében található aszteroida. Satoru Otomo fedezte fel 1992. október 21-én.